# Coen Stork
Coenraad Frederik Stork (n. 28 martie 1928, Bussum, Olanda de Nord, Țările de Jos – d. 23 octombrie 2017, Amsterdam, Țările de Jos) a fost ambasadorul regatului Țărilor de Jos în România, la sfârșitul regimului Nicolae Ceaușescu.
Coen Stork a susținut societatea civilă din România, implicându-se în Grupul pentru Dialog Social. După încheierea mandatului său diplomatic, a contribuit la înființarea Institutului Român de Istorie Recentă.